# Johann Heinrich Tanner

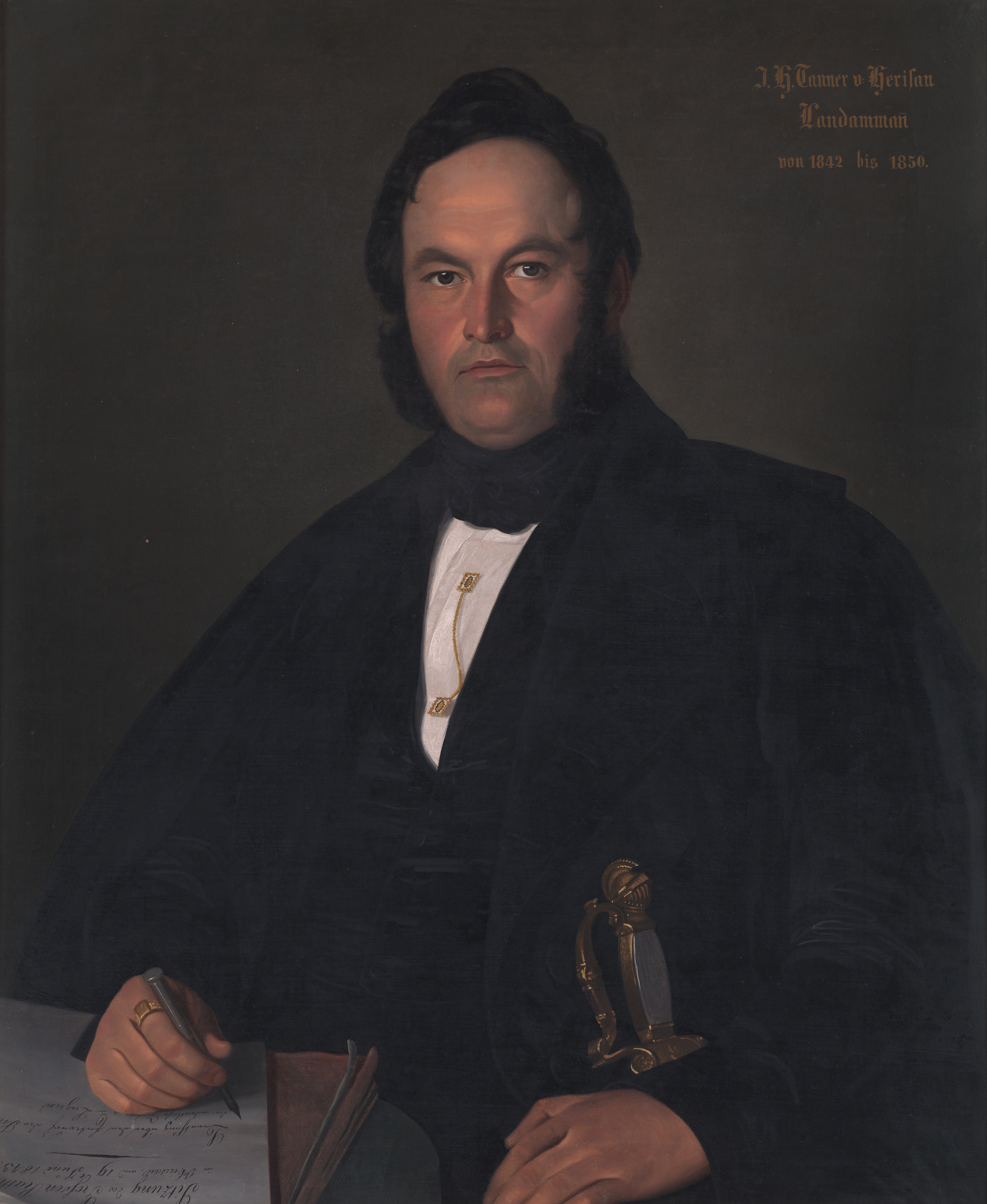
Johann Heinrich Tanner, Landammann von Appenzell Ausserrhoden, Gemälde von Leonhard Tanner

Johann Heinrich Tanner (* 6. Dezember 1799 in Herisau; † 30. Mai 1875 ebenda; heimatberechtigt ebenda) war ein Schweizer Politiker und Unternehmer aus dem Kanton Appenzell Ausserrhoden.

## Biografie
Johann Heinrich Tanner war der Sohn von Bartholome Tanner, Kaufmann und der Anna Ramsauer. Tanner ehelichte 1830 Albertina Meyer, Tochter des Laurenz Meyer, Appreturbesitzer in Herisau.
Nach dem frühen Tod seines Vaters gab Tanner seine Ambitionen auf ein Medizinstudium auf. Er arbeitete ab 1815 im Spezereiladen seiner Mutter mit. Von 1816 an war er für das Herisauer Textilhandelsunternehmen Müller & Cie. tätig. Von 1819 bis 1826 arbeitete er in dessen Filiale in Genua als Commis und Buchhalter. 1826 trat Tanner dann die Nachfolge seines Bruders in der Pariser Filiale des Herisauer Textilhandelsgeschäfts Gebr Schiess an. 1827 wurde er zum Teilhaber der Textilexportfirma seines Bruders Bartholome Tanner, die ebenfalls in Herisau und Paris operierte. In den folgenden Jahren baute er sein Unternehmen zu einem führenden Ostschweizer Textilexporteur aus.
Daneben amtierte Tanner von 1831 bis 1839 als Ausserrhoder Ratsschreiber. Von 1832 bis 1850 gehörte er dem zweifachen Landrat an. Zwischen 1839 und 1850 war er Mitglied des Regierungsrates, zunächst als Landesstatthalter, ab 1842 als Landammann. Als Landammann präsidierte er die Landesschul- und die Militärkommission. Tanner war zunächst Politiker gegen seinen Willen, übernahm aber gewissenhaft die ihm auferlegten Ämter. 1836 gründete Tanner die Casinogesellschaft Herisau mit. Er war Verwaltungsrat der Ersparniskasse Herisau und Unterhändler bei den Postregalablösungsverhandlungen 1848.  Von 1839 bis 1843 war er als Tagsatzungsgesandter im Einsatz. Als gemässigt liberaler Kandidat trat er bei den Nationalratswahlen 1851 an und nahm bis 1854 einen Sitz in der grossen Kammer ein.  Drei Jahre später stellte er sich nicht der Wiederwahl, blieb aber weiterhin politisch aktiv. So war Tanner von 1853 bis 1855 Mitglied der Eisenbahnkommission, die sich für eine Strecke zwischen St. Gallen und Herisau einsetzte. 1858/59 war er Vizepräsident der kantonalen Revisionskommission, von 1859 bis 1864 Vizepräsident des Obergerichts.

## Werke
- Autobiographie im Staatsarchiv Appenzell Ausserrhoden.